# Второй эстакадный мост (Калининград)
«Второ́й эстака́дный мост» — эстакадный мост в городе Калининграде Калининградской области Российской Федерации. Официально введён в эксплуатацию 12 октября 2017 года.
Мост пересекает оба русла реки Преголи и проходит над Октябрьским островом, соединяя улицу 9 Апреля в правобережной части города с улицами Дзержинского и Октябрьской в левобережной части. Имеет по три автомобильные полосы движения в каждую сторону и съезды на Московский проспект.
Общая протяжённость моста — 1 883 м.

## История

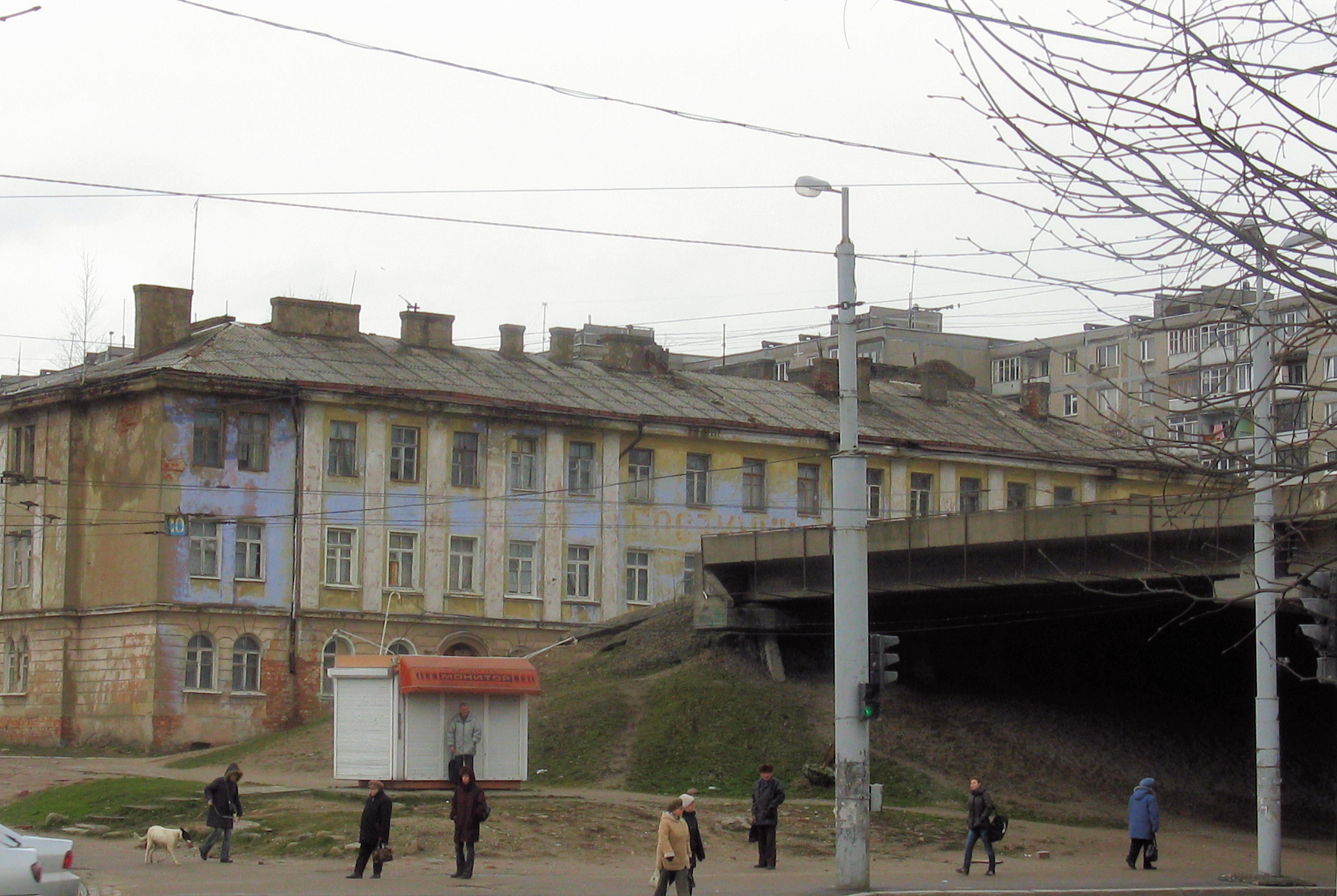
Недостроенный второй эстакадный мост упирается в жилой дом (дом был снесён в октябре 2008 года).

Строительство моста было начато в 1985 году и велось до 1992 года, после чего строительство было заморожено в связи с прекращением финансирования. Были построены пролёты над обоими руслами реки Преголи.
В 2005 году ЗАО «Институт Гипростроймост — Санкт-Петербург» разработал проект завершения строительства второго эстакадного моста в рамках строительства эстакады «Восточная» в Калининграде. В соответствии с этим проектом общая длина моста должна составить 1,6 км, ширина — 30-32 м, мост должен иметь восемь полос для автомобильного движения. Проект предусматривает пешеходные спуски с моста на Октябрьский остров в районе набережной Генерала Карбышева и улицы Генерала Павлова. Общая стоимость завершения строительства моста, с учётом затрат на расселение домов, попадающих в зону сноса, была оценена более чем в три миллиарда рублей.
Работы по достройке моста начались в 2006 году.
Заказчиком работ по возобновлению строительства второго эстакадного моста является Государственное казённое учреждение Калининградской области «Управление дорожного хозяйства Калининградской области», генеральным подрядчиком — ОАО «УСК Мост» (Москва).
В первой половине 2011 года началось функционирование съездов с улицы 9 Апреля на Московский проспект (часть развязки моста). 
23 декабря 2011 года по мосту было открыто автомобильное движение в тестовом режиме (на полную мощность эстакада должна будет заработать со строительством подъезда с площади Маршала Василевского). Часть улицы Дзержинского, проходящая под мостом, и улицы Октябрьской стали односторонними.
12 октября 2017 года руководитель областного министерства развития инфраструктуры Елена Дятлова во время рабочего выезда заявила о том, что второй эстакадный мост в Калининграде официально введён в эксплуатацию.

## В настоящее время
В настоящее время мост функционирует, связывая улицы Дзержинского, Октябрьская, 9 Апреля. Достроены пешеходные лестницы и съезды на Октябрьский остров. Через второй эстакадный мост теперь проходят автобусные маршруты №9, и №39.